# レジスタンス計画
レジスタンス計画（レジスタンスけいかく）はCIAのアメリカ国内活動部（Domestic Operations Division）の下に統合され実行されたアメリカ国内のスパイ活動である。

## 概要
目的はCIAの施設と人員に対する脅威となる可能性のある各地の敵対的な偶発事件の背景について調査することであった。 1967年から1973年まで、多くの地方警察、大学職員、および他の独立した情報提供者は、CIAと協力してベトナムに対するアメリカ政府の外交政策に反対した学生過激派グループの動向を追跡した。
レジスタンス計画とその対の計画であるメリマック計画の双方ともCIAの安全保障局の下に統合された。さらにその対のプロジェクト双方は、その上位計画であるケイオス作戦（Operation CHAOS）に民間情報を中継した下位作業である。